# Erkin Tuniyaz
Erkin Tuniyaz (hoặc Elken Tuniyaz, tiếng Uyghur: ئەركىن تۇنىياز; tiếng Trung: 艾尔肯·吐尼亚孜; bính âm: Ài'érkěn Tǔníyàzī; sinh tháng 12 năm 1961, người Duy Ngô Nhĩ) là chính trị gia nước Cộng hòa Nhân dân Trung Hoa. Ông là Ủy viên Ủy ban Trung ương Đảng Cộng sản Trung Quốc khóa XX, Ủy viên dự khuyết khóa XIX, hiện là Phó Bí thư Khu ủy, Bí thư Đảng tổ, Chủ tịch Chính phủ Nhân dân Khu tự trị Duy Ngô Nhĩ Tân Cương. Ông nguyên là Phó Chủ tịch Chính phủ Nhân dân Tân Cương hơn 13 năm; Trưởng quan Văn phòng Hành chính Địa khu Hòa Điền, Tân Cương.
Erkin Tuniyaz là Đảng viên Đảng Cộng sản Trung Quốc, học vị Cử nhân Toán học, Cử nhân Luật học, Thạc sĩ Kinh tế học, Nghiên cứu sinh sau đại học. Ông có sự nghiệp đều công tác ở quê nhà Tân Cương.

## Xuất thân và giáo dục
Erkin Tuniyaz sinh tháng 12 năm 1961 tại huyện Aksu, nay là thành phố cấp huyện Aksu, địa khu Aksu, Khu tự trị Duy Ngô Nhĩ Tân Cương, trong một gia đình người Duy Ngô Nhĩ. Ông lớn lên và tốt nghiệp phổ thông ở địa phương. Tháng 9 năm 1980, ông tới Châu tự trị dân tộc Hồi Xương Cát, nhập học Học viện Sư phạm đào tạo giáo viên Xương Cát (昌吉师范教师进修学院, nay là Học viện Xương Cát), Khoa Toán học, tốt nghiệp Cử nhân chuyên ngành Toán học vào tháng 8 năm 1983. Tháng 7 năm 1983, trước khi tốt nghiệp ông được kết nạp Đảng Cộng sản Trung Quốc. Từ tháng 9 năm 1986 tháng tháng 1 năm 1987, ông tới thủ phủ Tây An, theo học lớp đào tạo quản lý hệ cao đẳng, đại học tại Đại học Sư phạm Thiểm Tây. Sau đó, ông tiếp tục theo học khóa bồi dưỡng chuyên môn quản lý kinh tế tại Trường Đảng Khu ủy Khu tự trị Duy Ngô Nhĩ Tân Cương từ tháng 8 năm 1988 đến tháng 7 năm 1990.
Tháng 9 năm 1997, Erkin Tuniyaz theo học cao học tại chức tại Khoa Kinh tế chính trị tại Đại học Tân Cương, nhận bằng Thạc sĩ Kinh tế học vào tháng 9 năm 1999. Bên cạnh đó, trong quá trình công tác, ông tham gia các khóa học như khóa bồi dưỡng tiếng Anh cho cán bộ cấp tỉnh, bộ của Học viện Hành chính Quốc gia Trung Quốc ở thủ đô Bắc Kinh từ tháng 9 đến tháng 12 năm 2008; tham gia chuyên môn chương trình nghiên cứu sinh vừa làm vừa học chuyên ngành lý luận pháp luật, là nghiên cứu sinh từ tháng 3 năm 2009 đến tháng 1 năm 2011, và tham gia lớp bồi dưỡng cán bộ cấp tỉnh, bộ về chuyên môn kinh tế thị trường thời kỳ mới cuối năm 2016, đều tại Trường Đảng Trung ương Đảng Cộng sản Trung Quốc. Ngoài ra, ông từng là học giả thỉnh giảng cấp cao tại Trường Kennedy, Đại học Harvard, Hoa Kỳ từ tháng 1 đến tháng 5 năm 2012.

## Sự nghiệp

### Giai đoạn đầu
Tháng 8 năm 1983, sau khi tốt nghiệp đại học, Erkin Tuniyaz được nhận ở lại trường với vị trí Phó Bí thư Đoàn Thanh niên Học viện Sư phạm đào tạo giáo viên Xương Cát, và là Bí thư Đoàn trường năm 1985. Tháng 6 năm 1987, ông là Bí thư Đoàn Thanh niên Trường Chuyên khoa Sư phạm Xương Cát. Tháng 11 năm 1991, ông được điều về cơ quan hành chính, tổ chức Đảng, nhậm chức Phó Trưởng phòng Khảo hạch, Bổ nhiệm và Miễn nhiệm, Khen thưởng và Kỷ luận, Sảnh Nhân sự, Chính phủ Nhân dân Khu tự trị Duy Ngô Nhĩ Tân Cương. Tháng 8 năm 1992, ông được chuyển sang làm Phó Trưởng phòng Tổng hợp cán bộ của Bộ Tổ chức Đảng ủy Khu tự trị Tân Cương. Đến tháng 11 năm 1993, ông nhậm chức Trưởng phòng Công tác bộ phận trí thức của Bộ Tổ chức Khu ủy, được bầu làm Ủy viên Đảng ủy Bộ Tổ chức từ tháng 3 năm 1998. Tháng 10 năm 1999, ông được thăng cấp làm Phó Bộ trưởng Bộ Tổ chức Khu ủy Tân Cương. Tháng 2 năm 2005, ông được Khu ủy Tân Cương điều tới địa khu Hòa Điền, nhậm chức Phó Bí thư Đảng ủy, Trưởng quan Văn phòng Hành chính địa khu Hòa Điền, cấp chính sảnh, địa.

### Lãnh đạo Tân Cương
Tháng 1 năm 2008, Erkin Tuniyaz được Nhân dân Đại Tân Cương bầu, Tổng lý Quốc vụ viện Ôn Gia Bảo phê chuẩn bổ nhiệm làm Phó Chủ tịch Chính phủ Nhân dân Khu tự trị Duy Ngô Nhĩ Tân Cương. Tháng 6 năm 2014, ông được bầu vào Ban Thường vụ Khu ủy, kiêm nhiệm là Phó Bí thư Ủy ban Công tác giáo dục Đảng ủy Tân Cương từ tháng 10 năm 2016. Tháng 10 năm 2017, ông tham gia đại hội đại biểu toàn quốc, được bầu làm Ủy viên dự khuyết Ủy ban Trung ương Đảng Cộng sản Trung Quốc khóa XIX tại Đại hội Đảng Cộng sản Trung Quốc lần thứ 19. Tháng 5 năm 2018, ông được miễn nhiệm công tác ở Ủy ban Công tác giáo dục, trở lại chuyên chức Phó Chủ tịch, tổng cộng giữ cương vị này hơn 13 năm cho đến năm 2021. Tháng 9 năm 2020, Bộ Tổ chức, Ban Bí thư Trung ương Đảng họp bàn và bổ nhiệm Erkin Tuniyaz làm Phó Bí thư Khu ủy Tân Cương, Bí thư Đảng tổ Chính phủ Nhân dân Tân Cương. Vào ngày 30 tháng 9 năm 2021, cuộc họp thứ 29 của Ủy ban Thường vụ Nhân Đại Tân Cương đã quyết định bầu ông làm Quyền Chủ tịch Chính phủ Nhân dân Tân Cương. Ông chính thức kế nhiệm Shohrat Zakir làm lãnh đạo hành pháp Tân Cương, phối hợp hỗ trợ Bí thư Khu ủy Tân Cương Trần Toàn Quốc rồi Mã Hưng Thụy. Cuối năm 2022, ông tham gia Đại hội Đảng Cộng sản Trung Quốc lần thứ XX từ đoàn đại biểu Tân Cương. Trong quá trình bầu cử tại đại hội, ông được bầu là Ủy viên Ủy ban Trung ương Đảng Cộng sản Trung Quốc khóa XX.